# Prinshök
Prinshök (Tachyspiza princeps) är en fågel i familjen hökar inom ordningen hökfåglar.

## Utseende och läte
Prinshöken är en medelstor till stor hök med en kroppslängd på 38–45 cm och vingbredden 75–86 cm, honan större än hanen. Vingarna är korta och rundade, stjärten kort, benen kraftiga med korta tår och näbben kraftig. Fjäderdräkten är skiffergrå på ovansidan, mörkast på hjässa, stjärt och vingar, medan undersidan är vit med lätt grå anstrykning eller marmorering. Ögat, vaxhuden och näbbroten är orange medan benen är mer gulorange. Lätet har inte beskrivits.
Jämfört med allopatriska gråhuvad hök är prinshöken mörkare på huvudet och saknar bandning på vingundersidan. Den är större än både blågrå hök och bismarckhök som båda förekommer på New Britain. Den förra är än mörkare på huvudet med tunnare och rödare ben samt mer gräddbeige undersida, medan den senare har spetsigare vingar, kortare stjärt, rostfärgad halsband och gråare undersida. Likaledes sympatriska gråhöken är ljusgrå ovan och skär under, medan papuaduvhöken är mycket större och mer långvingad, med svart ovansida, orange på näbbrot och vaxhud och gulorange ben.

## Utbredning och systematik
Fågeln förekommer på höglandet på ön Niu Briten i Bismarckarkipelagen. Den behandlas som monotypisk, det vill säga att den inte delas in i några underarter. Prinshöken tros stå nära gråhuvad hök och har tidigare behandlats som underart till denna. Den tros vara stannfågel.

### Släktskap
Arten placerades tidigare i släktet Accipiter. Genetiska studier visar dock att släktet så som det traditionellt är konstituerat är parafyletiskt, där kärrhökarna i Circus är inbäddade, men också släktena Erythrotriorchis och Megatriorchis. För att kärrhökarna ska kunna behållas i ett eget släkte delas därför Accipiter delas upp i flera mindre släkten, däriblamd Tachyspiza.

## Levnadssätt
Prinshöken hittas i bergsbelägen ursprunglig regnskog, vanligen mellan 760 och 1425 meters höjd, men har påträffats upp till 1600 och vid ett tillfälle ner till 200 meter. Födan är dåligt känd, men i maginnehåll från en fågel hittades insekter, medan en annan noterats ta en newbritaintrast. Den ses vanligen enstaka, antingen sittande nedanför trädtaket eller i rätt långsam men kraftfull flykt genom skogen. Inget är känt om dess häckningsbiologi.

## Status och hot
Prinshöken har en liten världspopulation bestående av uppskattningsvis endast 2 500–10 000 vuxna individer. Den tros också minska i antal till följd av habitatförlust. Fågeln är därför upptagen på internationella naturvårdsunionen IUCN:s röda lista över hotade arter, kategoriserad som sårbar (VU).